# Episema lineata
Episema lineata är en fjärilsart som beskrevs av Charles Boursin 1968. Episema lineata ingår i släktet Episema och familjen nattflyn. Inga underarter finns listade i Catalogue of Life.